# Fight for the Fallen 2020
Fight for the Fallen (2020) was een was een televisie special van het televisieprogramma Dynamite in het professioneel worstelen dat geproduceerd werd door All Elite Wrestling (AEW). Het was de 2e van Fight of the Fallen en vond plaats op 15 juli 2020 in Daily's Place in Jacksonville, Florida. Net zoals bij de eerste editie, was dit ook een liefdadigheidsevenement. Er werd geld ingezameld en gedoneerd aan hulporganisaties die vechten tegen COVID-19 tijdens de coronapandemie.

## Productie

### Verhaallijnen
Bij het evenement Double or Nothing, won Brian Cage een 9-man Casino Ladder match voor toekomende wedstrijd voor het AEW World Championship. Tony Khan kondigde aan dat Cage's wedstrijd voor de titel op de tweede avond kwam als Main Event bij het evenement Fyter Fest . Nadat Moxley's vrouw, Renee Young, positief getest was voor COVID-19, was de wedstrijd verschoven naar Fight for the Fallen vanwege mogelijke tweedehands blootstelling. Moxley was twee keer negatief getest.

## Matches
| Nr. | Match | Winnaar(s)            | Opmerkingen                                                           | Bron  |
| --- | --- | --------------------- | --------------------------------------------------------------------- | ----- |
| 1   | Cody (c) (met Arn Anderson) vs. Sonny Kiss                                                                | Cody                  | Een-op-een match voor het AEW TNT Championship.                       | [ 7 ] |
| 2   | FTR (Cash Wheeler & Dax Harwood) vs. Lucha Brothers (Pentagón Jr. & Rey Fénix)                            | FTR                   | Tag team match.                                                       | [ 7 ] |
| 3   | The Elite (Kenny Omega, Matt & Nick Jackson) vs. Jurassic Express (Jungle Boy, Luchasaurus & Marko Stunt) | The Elite             | 6-man tag team match.                                                 | [ 7 ] |
| 4   | The Nightmare Sisters (Allie & Brandi Rhodes) (met Dustin Rhodes) vs. Kenzie Paige & MJ Jenkins           | The Nightmare Sisters | Tag team match.                                                       | [ 7 ] |
| 5   | Jon Moxley (c) vs. Brian Cage (met Taz)                                                                   | Jon Moxley            | Een-op-een match voor het AEW World Championship. Moxley won door TKO | [ 7 ] |